# Grasski-Europameisterschaft
Die Grasski-Europameisterschaft war ein Sportereignis, bei dem in verschiedenen Rennen die Europameister in den Disziplinen des Grasskisports ermittelt wurden. Die erste Europameisterschaft fand im Jahr 1976 statt. Bis 1978 wurde sie jährlich veranstaltet, danach fand sie alle zwei Jahre abwechselnd mit der Grasski-Weltmeisterschaft statt, bis ab 1997 nur noch die Weltmeisterschaft ausgetragen wurde. Von Beginn an wurden die Europameister in den Disziplinen Slalom, Riesenslalom und Kombination gekürt, ab 1988 auch jene im Super-G.

## Medaillengewinner
Die folgenden Tabellen bieten eine Übersicht aller Medaillengewinner bei den Grasski-Europameisterschaften:

### Herren

#### Slalom
| Jahr | Gold            | Silber             | Bronze            |
| ---- | --------------- | ------------------ | ----------------- |
| 1976 | Hans Auer       | Sepp Maierhofer    | Oswald Adlassnig  |
| 1977 | Walter Zimmer   | Rainer Lux         | Peter Betz        |
| 1978 | Herfried Langer | Roman Erlacher     | Peter Betz        |
| 1980 | Erwin Gansner   | Richi Christen     | Ferdinand Trinker |
| 1982 | Richi Christen  | Robert Kobler      | Walter Zimmer     |
| 1984 | Richi Christen  | Vincent Riewe      | Erwin Gansner     |
| 1986 | Uwe Kalliwoda   | Richi Christen     | Klaus Spinka      |
| 1988 | Rainer Großmann | Richi Christen     | Klaus Spinka      |
| 1990 | Marcus Peschek  | Oscar Bazzi        | Martin Messner    |
| 1992 | Marcus Peschek  | Kurt Schweinberger | Christian Ring    |
| 1994 | Christian Balek | Richard Höllbacher | Christian Ring    |
| 1996 | Christian Balek | Richard Höllbacher | Juri Donini       |

#### Riesenslalom
| Jahr | Gold             | Silber             | Bronze          |
| ---- | ---------------- | ------------------ | --------------- |
| 1976 | Rainer Lux       | Franz Kaiser       | Erwin Gansner   |
| 1977 | Vincent Riewe    | Franz Kaiser       | Herfried Langer |
| 1978 | Franz Kaiser     | Walter Zimmer      | Erwin Gansner   |
| 1980 | Erwin Gansner    | Ferdinand Trinker  | Peter Betz      |
| 1982 | Bruno Länzlinger | Erwin Gansner      | Rainer Großmann |
| 1984 | Hermann Ellemunt | Richi Christen     | Erwin Gansner   |
| 1986 | Richi Christen   | Klaus Spinka       | Erwin Gansner   |
| 1988 | Rainer Großmann  | Marcus Peschek     | Werner Fagerer  |
| 1990 | Rainer Großmann  | Martin Messner     | Oscar Bazzi     |
| 1992 | Werner Fagerer   | Götz Scheffler     | Oscar Bazzi     |
| 1994 | Marcus Peschek   | Richard Höllbacher | Klaus Spinka    |
| 1996 | Fausto Cerentin  | Christian Ring     | Werner Fagerer  |

#### Super-G
| Jahr | Gold            | Silber                       | Bronze          |
| ---- | --------------- | ---------------------------- | --------------- |
| 1988 | Rainer Großmann | Erwin Gansner Marcus Peschek |                 |
| 1990 | Marcus Peschek  | Martin Messner               | Rainer Großmann |
| 1992 | Götz Scheffler  | Marcus Peschek               | Hannes Sanz     |
| 1994 | Marcus Peschek  | Klaus Spinka                 | Hans Eckler     |
| 1996 | Fausto Cerentin | Michal Mačát                 | Christian Ring  |

#### Kombination
| Jahr | Gold            | Silber              | Bronze          |
| ---- | --------------- | ------------------- | --------------- |
| 1976 | Hans Auer       | Rainer Lux          | Konrad Prantl   |
| 1977 | Herfried Langer | Walter Zimmer       | Josef Kobler    |
| 1978 | Herfried Langer | Roman Erlacher      | Walter Zimmer   |
| 1980 | Erwin Gansner   | Ferdinand Trinker   | Richi Christen  |
| 1982 | Richi Christen  | Robert Kobler       | Walter Zimmer   |
| 1984 | Richi Christen  | Erwin Gansner       | Rainer Großmann |
| 1986 | Richi Christen  | Klaus Spinka        | Klaus Kalliwoda |
| 1988 | Rainer Großmann | Marcus Peschek      | Richi Christen  |
| 1990 | Martin Messner  | Oscar Bazzi         | Dario Rolt      |
| 1992 | Marcus Peschek  | Thomas Schretzmayer | Klaus Spinka    |
| 1994 | Christian Balek | Werner Fagerer      | Michal Mačát    |
| 1996 | Fausto Cerentin | Juri Donini         | Michal Mačát    |

### Damen

#### Slalom
| Jahr | Gold                 | Silber             | Bronze             |
| ---- | -------------------- | ------------------ | ------------------ |
| 1976 | Christine Frey       | Karin Winter       | Françoise Marchand |
| 1977 | Karin Winter         | Monika Single      | Bettina Dongus     |
| 1978 | Karin Winter         | Bettina Dongus     | Ingrid Hirschhofer |
| 1980 | Ingrid Hirschhofer   | Carole Petitjean   | Bettina Dongus     |
| 1982 | Bettina Kastl        | Ingrid Hirschhofer | Bettina Dongus     |
| 1984 | Cinzia Valt          | Bettina Kastl      | Ingrid Hirschhofer |
| 1986 | Cinzia Valt          | Ingrid Hirschhofer | Gabi Pimper        |
| 1988 | Katja Krey           | Ingrid Hirschhofer | Carole Petitjean   |
| 1990 | Ingrid Hirschhofer   | Katja Krey         | Carole Petitjean   |
| 1992 | Ingrid Hirschhofer   | Sandra Pohl        | Katja Magni        |
| 1994 | Ingrid Hirschhofer   | Paola Bazzi        | Sabine Hengelage   |
| 1996 | Bettina Schweighofer | Erika Bircher      | Alessandra Sartori |

#### Riesenslalom
| Jahr | Gold               | Silber               | Bronze               |
| ---- | ------------------ | -------------------- | -------------------- |
| 1976 | Françoise Marchand | Maria Kuoni          | Ingrid Hirschhofer   |
| 1977 | Daniela Wappes     | Monika Single        | Bettina Dongus       |
| 1978 | Brigitte Single    | Bettina Dongus       | Susanne Braun        |
| 1980 | Giselle Pedimina   | Ingrid Hirschhofer   | Gabi Wölfl           |
| 1982 | Heike Kempter      | Bettina Kastl        | Karin Müller         |
| 1984 | Ingrid Hirschhofer | Claudia Otratowitz   | Karin Hartmann       |
| 1986 | Ingrid Hirschhofer | Cinzia Valt          | Martina Bauknecht    |
| 1988 | Martina Bauknecht  | Katja Krey           | Ingrid Hirschhofer   |
| 1990 | Katja Krey         | Carole Petitjean     | Sigrid Schweinberger |
| 1992 | Sandra Pohl        | Ingrid Hirschhofer   | Cristina Mauri       |
| 1994 | Ingrid Hirschhofer | Bettina Schweighofer | Paola Bazzi          |
| 1996 | Ingrid Hirschhofer | Bettina Schweighofer | Claudia Däpp         |

#### Super-G
| Jahr | Gold               | Silber               | Bronze             |
| ---- | ------------------ | -------------------- | ------------------ |
| 1988 | Martina Bauknecht  | Katja Krey           | Ingrid Hirschhofer |
| 1990 | Ingrid Hirschhofer | Katja Krey           | Cristina Grimalda  |
| 1992 | Ingrid Hirschhofer | Sandra Pohl          | Cristina Mauri     |
| 1994 | Ingrid Hirschhofer | Tanja Bernhardt      | Erika Bircher      |
| 1996 | Ingrid Hirschhofer | Bettina Schweighofer | Daniela Busin      |

#### Kombination
| Jahr | Gold                 | Silber             | Bronze               |
| ---- | -------------------- | ------------------ | -------------------- |
| 1976 | Françoise Marchand   | Maria Kuoni        | Karin Winter         |
| 1977 | Karin Winter         | Monika Single      | Bettina Dongus       |
| 1978 | Bettina Dongus       | Ingrid Hirschhofer | Carole Petitjean     |
| 1980 | Ingrid Hirschhofer   | Bettina Dongus     | Carole Petitjean     |
| 1982 | Bettina Kastl        | Ingrid Hirschhofer | Bettina Dongus       |
| 1984 | Ingrid Hirschhofer   | Bettina Kastl      | Claudia Otratowitz   |
| 1986 | Cinzia Valt          | Ingrid Hirschhofer | Gabi Pimper          |
| 1988 | Katja Krey           | Ingrid Hirschhofer | Carole Petitjean     |
| 1990 | Katja Krey           | Carole Petitjean   | Sandra Pohl          |
| 1992 | Ingrid Hirschhofer   | Sandra Pohl        | Sigrid Schweinberger |
| 1994 | Ingrid Hirschhofer   | Paola Bazzi        | Tanja Bernhardt      |
| 1996 | Bettina Schweighofer | Erika Bircher      | Daniela Busin        |

## Statistik

### Ewiger Medaillenspiegel
| Platz | Land        | Gold | Silber | Bronze | Gesamt |
| ----- | ----------- | ---- | ------ | ------ | ------ |
| 1     | Deutschland | 30   | 27     | 28     | 85     |
| 2     | Österreich  | 28   | 29     | 22     | 79     |
| 3     | Schweiz     | 13   | 11     | 9      | 33     |
| 4     | Italien     | 9    | 12     | 14     | 35     |
| 5     | Frankreich  | 2    | 3      | 6      | 11     |
| 6     | Tschechien  | –    | 1      | 2      | 3      |

### Die Europameister
Die mit Abstand erfolgreichste Grasskiläuferin der zwölf ausgetragenen Europameisterschaften war Ingrid Hirschhofer aus Österreich. Sie gewann in einem Zeitraum von 20 Jahren 16 Gold-, 9 Silber- und 5 Bronzemedaillen. An zweiter Stelle im Medaillenspiegel liegt die Deutsche Katja Krey, die in den Jahren 1988 und 1990 bei zwei Europameisterschaften 4 Gold- und 4 Silbermedaillen gewann.
Bei den Herren war der Schweizer Richi Christen am erfolgreichsten. Er gewann von 1980 bis 1988 6 Gold-, 4 Silber- und 2 Bronzemedaillen. Knapp dahinter liegt Marcus Peschek aus Österreich. Er holte von 1988 bis 1994 ebenfalls 6 Gold- und 4 Silbermedaillen, aber keine Bronzemedaille.
Die folgenden Tabellen zeigen alle Grasskiläufer und -läuferinnen, die mindestens einen Europameistertitel erringen konnten:

### Herren
| Platz | Name             | Land        | Von  | Bis  | Gold | Silber | Bronze | Gesamt |
| ----- | ---------------- | ----------- | ---- | ---- | ---- | ------ | ------ | ------ |
| 1     | Richi Christen   | Schweiz     | 1980 | 1988 | 6    | 4      | 2      | 12     |
| 2     | Marcus Peschek   | Österreich  | 1988 | 1994 | 6    | 4      | 0      | 10     |
| 3     | Rainer Großmann  | Deutschland | 1982 | 1990 | 5    | 0      | 3      | 8      |
| 4     | Erwin Gansner    | Schweiz     | 1976 | 1988 | 3    | 3      | 5      | 11     |
| 5     | Herfried Langer  | Deutschland | 1977 | 1978 | 3    | 0      | 1      | 4      |
| 6     | Christian Balek  | Österreich  | 1994 | 1996 | 3    | 0      | 0      | 3      |
| 6     | Fausto Cerentin  | Italien     | 1996 | 1996 | 3    | 0      | 0      | 3      |
| 8     | Hans Auer        | Schweiz     | 1976 | 1976 | 2    | 0      | 0      | 2      |
| 9     | Walter Zimmer    | Deutschland | 1977 | 1982 | 1    | 2      | 3      | 6      |
| 10    | Martin Messner   | Italien     | 1990 | 1990 | 1    | 2      | 1      | 4      |
| 11    | Rainer Lux       | Deutschland | 1976 | 1977 | 1    | 2      | 0      | 3      |
| 11    | Franz Kaiser     | Italien     | 1976 | 1978 | 1    | 2      | 0      | 3      |
| 13    | Werner Fagerer   | Österreich  | 1988 | 1996 | 1    | 1      | 2      | 4      |
| 14    | Vincent Riewe    | Deutschland | 1977 | 1984 | 1    | 1      | 0      | 2      |
| 14    | Götz Scheffler   | Deutschland | 1992 | 1992 | 1    | 1      | 0      | 2      |
| 16    | Bruno Länzlinger | Schweiz     | 1982 | 1982 | 1    | 0      | 0      | 1      |
| 16    | Hermann Ellemunt | Italien     | 1984 | 1984 | 1    | 0      | 0      | 1      |
| 16    | Uwe Kalliwoda    | Deutschland | 1986 | 1986 | 1    | 0      | 0      | 1      |

### Damen
| Platz | Name                 | Land        | Von  | Bis  | Gold | Silber | Bronze | Gesamt |
| ----- | -------------------- | ----------- | ---- | ---- | ---- | ------ | ------ | ------ |
| 1     | Ingrid Hirschhofer   | Österreich  | 1976 | 1996 | 16   | 9      | 5      | 30     |
| 2     | Katja Krey           | Deutschland | 1988 | 1990 | 4    | 4      | 0      | 8      |
| 3     | Karin Winter         | Deutschland | 1976 | 1978 | 3    | 1      | 1      | 5      |
| 4     | Cinzia Valt          | Italien     | 1984 | 1986 | 3    | 1      | 0      | 4      |
| 5     | Bettina Kastl        | Deutschland | 1982 | 1984 | 2    | 3      | 0      | 5      |
| 5     | Bettina Schweighofer | Österreich  | 1994 | 1996 | 2    | 3      | 0      | 5      |
| 7     | Françoise Marchand   | Frankreich  | 1976 | 1976 | 2    | 1      | 0      | 3      |
| 7     | Martina Bauknecht    | Deutschland | 1986 | 1988 | 2    | 1      | 0      | 3      |
| 9     | Bettina Dongus       | Deutschland | 1977 | 1982 | 1    | 3      | 6      | 10     |
| 10    | Sandra Pohl          | Deutschland | 1990 | 1992 | 1    | 3      | 1      | 5      |
| 11    | Christine Frey       | Deutschland | 1976 | 1976 | 1    | 0      | 0      | 1      |
| 11    | Daniela Wappes       | Deutschland | 1977 | 1977 | 1    | 0      | 0      | 1      |
| 11    | Brigitte Single      | Deutschland | 1978 | 1978 | 1    | 0      | 0      | 1      |
| 11    | Giselle Pedimina     | Schweiz     | 1980 | 1980 | 1    | 0      | 0      | 1      |
| 11    | Heike Kempter        | Deutschland | 1982 | 1982 | 1    | 0      | 0      | 1      |

## Belege
- Übersichten aller Medaillengewinner auf sports123.com, zuletzt abgerufen am 15. Mai 2011 (Weblinks nicht mehr abrufbar).